# Плотычанский сельский совет (Козовский район)
Плотычанский сельский совет (укр. Плотичанська сільська рада) — входит в состав
Козовского района
Тернопольской области
Украины.
Административный центр сельского совета находится в 
с. Плотыча.

## Населённые пункты совета
- с. Плотыча